# Aleksej Vladimirovič Stančinskij
Aleksej Vladimirovič Stančinskij, in russo Алексей Владимирович Станчинский?, Alexei Stanchinsky nella traslitterazione anglosassone, (Obolsunovo, 21 marzo 1888 – Logačevo, 6 ottobre 1914), è stato un compositore e pianista russo.

## Biografia
Stančinskij iniziò a comporre musica ed eseguire i suoi primi lavori sin dall'età di sei anni. Nel 1899 la famiglia si trasferì a Logačevo. Dal 1904, Stančinskij periodicamente si recava a Mosca, dove studiava privatamente pianoforte con Joseph Levine, armonia e contrappunto con Konstantin Ėjges, e composizione con Nikolaj Žiljaev e Grečaninov. Grečaninov presentò il giovane musicista a Sergej Taneev, nella cui classe al Conservatorio di Mosca si iscrisse nel 1907 (nel contempo perfezionando lo studio pianistico con Konstantin Igumnov).
Dopo la morte del padre, avvenuta nel 1908, Stančinskij ridusse la sua attività di musicista ed iniziò ad avere disturbi allucinatori e nervosi. Fu ricoverato per un anno in un ospedale psichiatrico, ma nonostante le sue condizioni fossero migliorate, i medici lo giudicarono incurabile.
Quando Stančinskij riprese a comporre, il suo stile apparve più maturo e libero dalle influenze riscontrabili nelle opere precedenti. Le più eminenti personalità musicali di Mosca indicarono in lui la nuova stella nascente, e i suoi lavori cominciarono a godere di una certa notorietà.
Nel 1910 iniziò a studiare e raccogliere canti popolari, avvicinandosi nello stesso periodo alla musica di Aleksandr Skrjabin e Nikolaj Medtner. Alla fine del 1913 Stančinskij riprese i suoi studi con Ėjges e nel 1914 partecipò a un concerto collettivo nella Sala Piccola del Conservatorio di Mosca, eseguendo proprie composizioni. Il concerto riscosse grande successo, ma non esercitò un'influenza positiva sulla salute già provata del giovane musicista. Nell'ottobre del 1914 Stančinskij venne rinvenuto cadavere in un fiume, subito dopo il suo ritorno dalla Crimea in Logačevo. Le precise circostanze della sua morte non furono mai chiarite.

## Opere
La maggior parte delle opere di Stančinskij rimasero in manoscritto durante la sua vita e fino al 1920, poi grazie al supporto di Anatolij Aleksandrov e Nikolaj Žiljaev alcune di esse vennero pubblicate, e nel 1960 venne data alle stampe la collezione completa dei suoi pezzi per pianoforte.
Nei primi lavori Stančinskij aveva molteplici stili. Così, la sonata in mi bemolle minore (1906) rivela le caratteristiche intonazioni di Skrjabin, e sfumature dei pezzi lirici di Edvard Grieg. In altre opere le sequenze armoniche, prese a prestito dalla musica folk, si sovrappongono con quelle di Modest Mussorgskij. I preludi, scritti nel 1907, mostrano la scala armonica in espansione, originalità e inventiva ritmica della scrittura polifonica. Nelle opere scritte dopo il 1908, il compositore sperimentò complesse dimensioni asimmetriche, utilizzando un fraseggio più conciso, in parte foriero di neoclassicismo. Come Igor' Stravinskij, alla fine del 1910, Stančinskij ha usato in stretto contatto fra di loro le scale diatonica, ottotonica ed esatonale e come fonte melodica i motivi popolari russi. I pochi ultimi suoi scritti rivelano destrezza nell'uso della polifonia.

### Composizioni

#### Pianoforte
- Due Mazurche (1905-07)

I. Allegro in re bem. magg.
II. Allegretto in sol diesis min.
- Tre Schizzi (1905-07)

[Composti in origine come parte dei Dodici Schizzi op. 1]
I. Allegro marcato in do magg.
II. Allegretto in la min.
III. Presto tempestoso in do magg.
- Sonata mi bem. min. (1906)

Moderato [Tempo unico]
- Notturno (1907)
- Studio in sol min. (1907)

Allegro patetico
- Studio in la bem. magg. (1907)

Animato assai
- Tre Preludi (1907)

1. Lento in do diesis min.
2. Con moto in re magg.
3. Adagio in mi bem. min.
- Canone in si min. (1908)
- Preludio in mi bem. magg. (1908)
- Preludio in modo lidio (1908)
- Preludio e Fuga in sol min. (1909)
- Tre Preludi (1907-1910)

1. In sol min.
2. In fa min.
3. In si magg.
- Dodici Schizzi op. 1 (1911)

1. Moderato in do min.
2. Presto in sol min.
3. Vivace in re magg.
4. Lento cantabile in la min.
5. Allegro in la bem. magg.
6. Andante epico in modo dorico.
7. Adagio teneramente in do bem. magg.
8. Molto vivace in sol diesis min.
9. Largamente in re min.
10. Con moto in la magg.
11. Allegro con spirito in fa diesis min.
12. Presto assai in do magg.
- Variazioni in la min. (1911)
- Cinque Preludi (1907-12)

I. Andante in do min.
II. Lento espressivo in fa min.
III. Presto in si bem. min.
IV. Animato in si min.
V. Largo in do min.
- Sonata n. 1 in fa magg. (1911-12)

I. Allegro; II. Adagio; III. Presto
- Allegro op. 2 (1912)

[Composto in origine come primo tempo della Sonata n. 1]
- Sonata n. 2 in sol magg. (1912)

I. Fuga; II. Presto
- Quattro Preludi in forma di canone (1913-14)

[A]. Allegro risoluto in do magg. [Canone inverso a 2 voci]
[B]. Vivace in sol magg. [Canone a 3 voci]
[C]. Andante sostenuto in mi misolidio [Canone a 4 voci]
[D]. Veloce in mi bem. min./sol bem. magg. “Canon a 2 voci per l'aumentazione”

#### Altro
- Dieci canzoni scozzesi su versi di Robert Burns per voce e pianoforte (1910)
- Trio per pianoforte, violino e violoncello (1907-10, pubbl. 1966)

## Discografia
- 1992 – Nikolai Fefilov, piano, Alexei Stanchinsky: Piano Music, CD, ETCETERA KTC 1142, Amsterdam
- 1994 – Daniel Blumenthal, piano, Alexei Vladimirovich Stanchinsky: Piano Sonatas / Three Sketches / Twelve Sketches, CD, Marco Polo 8.223424